# Civilization VI
Sid Meier's Civilization VI hay Civilization VI là một trò chơi máy tính thuộc thể loại 4X trong dòng game Civilization. Game được hãng Firaxis Games phát triển, 2K Games phát hành và Take-Two Interactive phân phối. Trò chơi đã được phát hành vào ngày 21 tháng 10 năm 2016 cho Microsoft Windows cùng các bản dự tính chuyển thể sang OS X và Linux.

## Lối chơi
Civilization VI là game chiến lược theo lượt có một hoặc nhiều người chơi cạnh tranh cùng với các đối thủ do AI máy tính điều khiển ra sức phát triển nền văn minh của riêng mình từ thuở còn là một bộ lạc nhỏ cho đến khi kiểm soát toàn bộ hành tinh trải qua nhiều giai đoạn phát triển. Điều này có thể thực hiện bằng cách đạt được một trong những điều kiện chiến thắng, tất cả đều dựa trên các yếu tố của lối chơi 4X. Người chơi sáng lập thành phố, thu thập tài nguyên gần đó để xây dựng và mở rộng bằng cách thêm vào những cải tiến thành phố khác nhau, rồi xây dựng các đơn vị quân đội để thăm dò và tấn công phe đối phương, trong khi quản lý sự phát triển công nghệ, văn hóa và thể chế chính quyền của mình và các mối quan hệ ngoại giao với mấy nước khác.
Civilization VI xây dựng dựa trên lối chơi chung của Civilization V, bao gồm cả việc tiếp tục sử dụng ô vuông hình lục giác từng được giới thiệu trong Civilization V. Cái mới của Civilization VI chính là ý tưởng "thành phố không chồng lấn": một số cải tiến dành cho thành phố phải được đặt trong ô lục giác nằm trong phạm vi của thành phố nhưng không phải trong không gian chính thành phố đó, trong lúc ở các bản trước đó, tất cả các cải tiến đều được coi là xếp chồng lên nhau trên cùng một bản đồ ô lục giác hoặc ô vuông ngay tại vị trí thành phố nằm đó. Người chơi phải xác định một ô lục giác riêng biệt là "quận" bên trong thành phố, trong đó có những hạn chế nhất định ngoại trừ việc tăng điểm thưởng cho những cải tiến được đặt trong quận đó. lấy ví dụ, một kiểu quận gồm có các quân doanh, giúp tăng điểm thưởng cho những công trình quân sự, như nhà lính được đặt bên trong nó, nhưng những trại này lại không được đặt bên cạnh trung tâm thành phố chính. Những cải tiến này giúp người chơi tăng điểm thưởng nếu đặt ở địa hình phù hợp; các trường đại học sẽ được hưởng lợi rất nhiều từ các vị trí ở vùng rừng rậm, phản ánh về tiến bộ khoa học từ việc nghiên cứu sự đa dạng của các loài trong quần xã sinh vật này. Người chơi có thể chọn cách tấn công vào một quận riêng biệt trong thành phố thay vì là khu vực trung tâm sẽ làm ảnh hưởng đến hoạt động của thành phố đó. Tuy nhiên, các quận này cũng có thể bổ sung những chiến lược mới vào việc phòng thủ của thành phố; lấy ví dụ, với một quân doanh ngay tại chỗ, lực lượng công thành sẽ không chỉ phụ thuộc vào các cuộc tấn công tầm xa từ trung tâm thành phố mà còn từ các doanh trại và quân địch cần phải hạ trại lúc đầu trước khi họ có thể đánh thẳng vào khu vực trung tâm.
Để giảm bớt tình trạng tắc nghẽn trên bản đồ, người chơi sẽ phải sắp đặt một số lượng đơn vị quân bị hạn chế (thay đổi từ Civilization V), nhưng sẽ chỉ có thể để sắp xếp chủng loại đơn vị tương tự hoặc các đơn vị cộng sinh. Ví dụ, một đám chiến binh sẽ được giao phó nhiệm vụ bảo vệ toán công nhân khỏi sự quấy phá từ lũ man rợ vào đầu game. Cây công nghệ trong game giờ đây được gọi là hệ thống nghiên cứu tích cực, cũng đã được sửa đổi để giúp gia tăng hoạt động nghiên cứu công nghệ nếu người chơi tiếp cận những cải tiến hoặc các nguồn tài nguyên thích hợp. Ví dụ, sau khi xây dựng một mỏ đá sẽ giúp thúc đẩy việc nghiên cứu nghề xây nề. Công nghệ dựa trên việc tiếp cận với nước, chẳng hạn như hàng hải, sẽ bị giới hạn nếu người chơi bắt đầu khai phá ở chính giữa một lục địa. Một tính năng mới gọi là Eureka Moments sẽ làm tăng quá trình phát triển các loại công nghệ nhất định của người chơi sau khi hoàn thành một nhiệm vụ cụ thể trong game: ví dụ, phát hiện một Kỳ quan Thiên nhiên (Natural Wonder) sẽ góp phần vào việc cải tiến công nghệ Chiêm tinh.
Sự lặp đi lặp lại trong quá khứ của trò chơi làm người chơi khó mà giành nổi phần thắng nếu phải chọn cách tuân theo con đường chiến thắng về Văn hóa, như những đường chiến thắng khác, chẳng hạn như Công nghệ, sẽ hay hơn là con đường văn hóa. Để giúp cân bằng game hướng về chiến thắng Văn hóa, một cây "Đạo đức" được đưa vào trò chơi. Cây Công dân mang lại những thành tựu về văn hóa that là một phần trước đây của cây công nghệ trong những phiên bản Civilization đầu tiên, chẳng hạn như kịch nghệ (Drama) và triết học (Philosophy), thành một thiết chế riêng biệt. Văn hóa thu được từ các thành phố được sử dụng để xây dựng dựa trên cây Công dân theo cùng một cách thức Khoa học (Science) từ các thành phố xây dựng dựa trên cây Công nghệ. Hoàn thành một số Đạo đức sẽ giúp mở khóa các chính sách dành cho chính phủ của nền văn minh đó. Trong Civilization VI, chính phủ được định hình nhờ thiết lập những chính sách phù hợp và sẵn có, được đại diện thông qua những tấm bài chính sách, vào một số ô chia thành các mảng quân sự (Military), kinh tế (Economic), ngoại giao (Diplomatic) và ảnh hưởng khó đoán (Wildcard). Những định nghĩa này giúp gia tăng hay giới hạn cho nền văn minh, chẳng hạn như tặng điểm thưởng sức tấn công được cải thiện dành cho các đơn vị quân sự chống lại một loại kẻ thù nhất định. Chúng có thể tự do thay đổi sau khi hoàn thành bất kỳ Đạo đức nào, hay bất kỳ giá nào vào bất cứ lúc nào, cho phép người chơi đi theo hướng Văn hóa thích nghi với một vị trí mới khi cần thiết, theo lời trưởng nhóm sản xuất Dennis Shirk. Những lá bài cao cấp hơn, chỉ có thể đạt được thông qua thành tụu đáng kể trong cây Civics, giúp mở khóa những cải tiến đưa đến chiến thắng văn hóa (Cultural Victory) khiến cho người chơi có ưu thế hơn so với những người chơi khác, chẳng hạn như giảm thời gian hoặc giá thành tạo dựng đơn vị quân mới. Những lựa chọn khác nhau của người chơi có thể khiến dân chúng không hài lòng như các bản trước đây, nhưng trong Civilization VI, nhiều thứ trong số này sẽ làm cho thành phố bị địa phương hóa chịu ảnh hưởng bởi sự lựa chọn này thay vì toàn thể dân cư, hỗ trợ nhiều hơn về phía người chơi theo phong cách chiến thắng văn hóa. Hệ thống tôn giáo từng được ra mắt trong bản mở rộng Gods and Kings của Civilization V nay được làm chi tiết hơn trong phần VI, bổ sung thêm nhiều đơn vị quân và thành tựu có thể dẫn đến những xung đột tôn giáo với nhau.
AI của máy, đại diện bởi các nhà lãnh đạo thế giới nổi tiếng trong quá khứ như Tần Thủy Hoàng và Theodore Roosevelt, sẽ có những nghị trình mới ảnh hưởng đến cách người chơi tương tác với họ. Một số sẽ được chỉnh sửa dựa trên các nhà lãnh đạo, sử dụng khía cạnh lịch sử về cách lãnh đạo đó thường cư xử dưới thời kỳ họ cầm quyền. Ví dụ, người chơi có thể được lợi trong một nền văn minh dưới sự ãnh đạo của Cleopatra bằng cách thể hiện sức mạnh quân sự chống lại đám rợ trung lập. Thế nhưng, một nghị trình ẩn thứ hai sẽ được giao một cách ngẫu nhiên từng lượt game, đòi hỏi người chơi phải khám phá chính bản thân họ. Gián điệp giờ đây sẽ bắt tay vào công việc tiết lộ nghị trình ẩn.

## Phát triển
Game đang được phát triển bởi cùng nhóm Firaxis phụ trách phát triển các bản mở rộng của Civilization V, và dự kiến rằng là một trong những cơ chế mới nhất được giới thiệu trong số này sẽ có mặt trong Civilization VI vào ngày ra mắt. Điều này dựa theo quy tắc "33/33/33" Sid Meier's của việc thiết kế phần tiếp theo: 33% của trò chơi vẫn giữ lại hệ thống được lập, 33% là hệ thống được cải tiến so với phiên bản trước đó, và 33% còn lại là vật liệu mới. Firaxis đã dùng "Frankenstein", một nhóm nhỏ người hâm mộ hãng Firaxis chuyên dụng, chia sẻ ý tưởng để cải thiện lối chơi. Do số lượng hệ thống đồ sộ tại chỗ, hãng dự kiến sẽ xuất xưởng game bằng một hướng dẫn quy mô lớn, riêng biệt nhưng bổ sung các hướng dẫn do các cố vấn trong game khác nhau của người chơi đưa ra.
Một nền tảng quan trọng trong giai đoạn phát triển Civilization VI là ngăn người chơi khỏi những thói quen sau đây trong suốt quá trình chơi game, theo trưởng nhóm thiết kế Ed Beach. Các nhà phát triển đặt trọng tâm nhiều hơn nữa về tầm quan trọng của bản đồ được tạo ra theo trình tự cái cách mà nó sẽ ảnh hưởng đến chiến lược của người chơi trong suốt diễn biến của game, do vậy không có nghĩa rằng Civilization VI là như nhau. Ví dụ, cây công nghệ được thiết kế lại là nhằm kéo người chơi ra khỏi lộ trình tự động theo cây và và thay vào đó thích ứng với một con đường thông qua nó dựa trên vị trí của họ trên bản đồ. Những tính năng như không chồng lấn thành phố và các quận nội đô trực tiếp dẫn tới hỗ trợ phương pháp này, kể từ lúc một số cải tiến quận và thành phố phụ thuộc đặc biệt vào những loại địa hình có sẵn gần đó. Những thay đổi này cũng là kết quả của sự lựa chọn thiết kế được thực hiện bởi nhà thiết kế chính Jon Schafer của Civilization V trong suốt quá trình phát triển, chẳng hạn như không bố trí các đơn vị quân chung một nhóm. Những thay đổi trong Civilization V đã để lộ ra những mặt yếu kém về lối chơi trọng tâm của dòng game, cụ thể là cách mà thành phố chỉ đơn giản được xem như là nơi để đổ những mớ cải tiến và Kỳ quan (Wonders) có ít tác dụng trên bản đồ theo nhà sản xuất Dennis Shirk. Beach, là nhà thiết kế chính cho Civilization VI, muốn cải thiện những điểm yếu này, đang ước ao biến trò chơi này "trở nên quan trọng như bất cứ thứ gì khác trong game", và tiếp bước nhằm gở bỏ kiểu sắp đặt các thành phố để thực hiện điều này, dựa theo cách mà Schafer bỏ sự chồng lấn các ô đơn vị quân trong Civilization V. Theo lời Beach, những tính năng này giúp thêm vào những yếu tố quản lý thành phố tương tự như những thứ được tìm thấy trong các tựa game xây dựng thành phố, và buộc người chơi phải đưa những quyết định dựa trên vị trí địa lý của thành phố, thay vì gắn bó với một lộ trình cải tiến thành phố cụ thể.
Do tầm quan trọng của địa hình xung quanh cho sự phát triển của một thành phố, hãng Firaxis đã phải xem xét lại trình tự dành cho các bản đồ game để đáp ứng phương pháp mới này. Beach đã lưu ý rằng việc thử nghiệm đầu tiên với các thành phố không chồng lấn trên quần đảo được tạo ra bởi hệ thống cũ khiến lối chơi của họ gần như khó mà làm được, và rằng với những ngọn núi trở thành một nguồn tài nguyên đáng giá hướng đến sự mở rộng thành phố, người chơi thử nghiệm sẽ khởi động lại bản đồ được xây dựng dựa trên hệ thống cũ của họ để có được những vị trí nằm bên phải ngọn núi nhằm khai thác chúng thành công. Hệ thống thế hệ bản đồ mới cố gắng trải ra nhiều loại địa hình hơn, và ở những nơi có thể thiếu mất một loại địa hình quan trọng, bao gồm những vùng không gian địa hình có giá trị khác, chẳng hạn như một khu vực nhiều sông thiếu núi non.
Beach trước đây từng phụ trách việc thiết kế một hệ thống trong bản mở rộng Civilization V: Brave New World đã cho "cấp độ Mayhem" vào trong các đối thủ máy; về mặt nội bộ, game sẽ theo dõi bao nhiêu hành động đang xảy ra về phía người chơi, và nếu nó xác định rằng người chơi tiến triển mà không có chút thay đổi nào cả, máy sẽ gây ra một hoặc nhiều hơn các đối thủ do mình kiểm soát thực hiện những động thái thất thường, tạo ra một tình huống mới để cho người chơi tự xử lý. Cấp độ Mayhem sẽ được sử dụng trong Civilization VI, như theo lời Shirk thì nó là một "cách thực sự thú vị để bảo đảm rằng luôn có cái gì đó đang xảy ra để kéo người chơi tránh khỏi những gì họ đang làm hoặc những gì họ đang tập trung mọi lúc mọi nơi". Trong lúc quá trình điều chỉnh này dành cho Brave New World yêu cầu phải chơi qua phần hướng dẫn trong game, Firaxis đã thiết lập một số máy tính trong văn phòng của họ để chạy Civilization VI, chỉ sử dụng các đối thủ do AI của máy điều khiển; kết quả và hành vi của những trận đấu này đã được xem xét bởi một phần của đội ngũ chuyên về hệ thống trí tuệ nhân tạo và dùng để cân bằng cấp độ Mayhem.
Game đang được phát triển bằng một engine mới dự kiến sẽ thân thiện hơn đến quá trình mod. Hình ảnh và các công cụ của trò chơi đều được lấy cảm hứng từ Thời đại Khám phá. Các yếu tố giao diện người dùng sẽ có những thành phần như la bàn và tinh bàn. Sương mù chiến tranh sẽ được render bằng cách sử dụng nét vẽ kiểu gạch chéo để tái tạo những tấm bản đồ cũ lấy từ Thời đại Khám phá. Các nhà phát triển dự tính mang trở lại những thước phim mà họ chiếu cho người chơi xem sau khi hoàn thành một Kỳ quan từ thời Civilization IV, nhưng giờ đây sẽ được render trong game, và như vậy biến thành quả cuối cùng của Kỳ quan trông ấn tượng hơn, họ còn phát triển một chu kỳ ngày-đêm đó tiếp tục vào trong game. Trong khi chu kỳ này sẽ không ảnh hưởng đến lối chơi trọng tâm, giám đốc nghệ thuật Brian Busatti dự đoán rằng tính năng này có thể được người làm mod sử dụng để tạo ra những cân nhắc chiến thuật mới.
Game sử dụng diện mạo hoạt họa hơn so với Civilization V, theo như lời hãng Firaxis, bằng lối chơi sâu sắc hơn nhiều, họ muốn giữ lại hình ảnh đơn giản để tránh ảnh hưởng tới độ phức tạp của trò chơi. Đồ họa của từng đơn vị quân và công trình đều được phát triển có thể nhìn chi tiết một cách dễ dàng khi phóng to, trong khi vẫn có khả năng nhận diện các đơn vị quân khác tương tự như khi nhìn từ xa. Phong cách nghệ thuật đơn giản thiết thực cho phép người chơi nhanh chóng nhận ra các đơn vị quân và công trình khi nhìn cận cảnh một thành phố mà không cần phải trông cậy vào các tooltip giao diện người dùng hoặc những phiền nhiễu tương tự, theo như lời Shirk. Các đơn vị quân riêng lẻ sẽ được thiết kế bao gồm cả sự tinh tế kết hợp với nền văn minh nhất định, chẳng hạn như gắn các kiểu mũ trụ khác nhau cho cùng một lớp đơn vị bộ binh.